# Cronberg
Cronberg kan syfta på tre olika släkter

## Den tyska furstliga släkten Cronberg
Släkten Cronberg (Eschborn von Cronberg) är en ursprungligen tysk furstlig släkt från 1100-talet och från borgen Eschborn i närheten av Frankfurt. Släkten kom till Sverige någon gång mellan 1617 och 1627 med Johan von Cronberg som var den tyska furstesläktens sista kvarlevande som son till furst Johann George II. Johan som efter ett kortare vistelse i Schweiz invandrade till Sverige och då köpte Dömble bruk. Som stamborg räknas både borgen Eschborn och den år 1220 uppförda släktborgen Kronberg im Taunus, då också släktnamnet Cronberg von Eschborn uppkom. Släkten Cronberg representerades av Walter von Cronberg som stormästare (Hochmeister) i Tyska orden 1526. Släkten har inte blivit introducerad i det svenska riddarväsendet.

## Den svenska adelsätten Cronberg
Cronberg är också namnet på en utdöd svensk adelsätt. Ätten härstammar från kyrkoherden i Bälinge och Tystberga socknar Jonas Olai som var gift med Carin Larsdotter, vars far var länsmannen i Skellefteå Lars Andersson och mor Anna Mosesdotter av Bureätten. Deras son slottsfogden i Örebro Olof Jonsson kallade sig Buraeus efter mormodern. Släktskapet och släktnamnet finns omskrivet bl.a. i Anders Anton von Stiernmans Matrikel öfwer Swea rikes ridderskap och adel, som dock skriver att han var häradsfogde över Stegeborgs län. Olof Jonsson Bureus var gift med Ingeborg Börjesdotter Canthera, släkt med adelsätten Canthersten och Cantherhjelm. Deras ena dotter, Karin Olofsdotter, gifte sig med Gerdt Ysing och en ättling till dessa gifte sig med en apotekare Brandt och blev mor till Georg Brandt; andra ättlingar var verksamma i bruksindustrin i Värmland.
Ätten adlades med Olof Jonsson Bureaus son räntmästaren Börje Olofsson som tidigare kallade sig Bureus, men adlades 1654 på namnet Cronberg. Släkten introducerades 1655 med nr 646 på Riddarhuset.
Börje Olofsson Cronberg var gift två gånger. Första hustrun var en borgmästaredotter från Stockholm, och med henne fick han dottern Maria Eufrosyne som gifte sig med sin styvmorbror Gyldenklou och sedan med Esbjörn Reutercrantz. Cronbergs andra hustru var Anna Maria Gyldenklou, dotter till presidenten Anders Gyldenklou och Anna Burea. I det äktenskapet föddes Anna Ingeborg som blev stammoder till ätten Tigerklou, Christina Catharina som blev stammoder till adelsätten Hackersköld, flera söner som avled ogifta, samt generalfälttygmästare, landshövding Magnus Cronberg som 1717 upphöjdes till friherrlig värdighet och introducedes som sådan 1719 med nr 132. Därmed slöts den otitulerade ätten nummer 646, och ätten fortlevde endast som friherrelig.
Den friherreliga ätten utdog 1740 med Magnus Cronberg själv.

### Framträdande ättemedlemmar
- Börje Olofsson Cronberg, kunglig räntmästare 1653-1670.
- Fredrik Magnus Cronberg, landshövding i Västerbottens län 1717-1719, Uppsala län 1719-1728